# Лесное Ардашево
Лесное Ардашево (м. Ордаж) — село в Темниковском районе Республики Мордовия Российской Федерации. Административный центр Лесно-Ардашевского сельского поселения.
Численность населения — 144 чел. (2010 год), в основном мордва-мокша.

## География
Расположено в 16 км от районного центра и 70 км от железнодорожной станции Торбеево.

## История
Название-антропоним: от языческого мордовского имени Ардаш (Ордаж, Ордаш).
Упоминается в «Обыске о земле мордвы Темниковского уезда» (1688 г.)
В «Списке населённых мест Тамбовской губернии» (1866 г.) Лесное Ардашево — деревня казённая из 114 дворов Темниковского уезда.
По сельскохозяйственному налоговому учёту 1930 г., в Лесном Ардашеве — 254 двора (1 259 чел.)

## Население
| 2002 | 2010 |
| ---- | ---- |
| 150  | ↘144 |

## Описание
В современном Лесном Ардашеве есть магазин; церковь Александра Невского (1868). У Лесного Ардашева родник «Кемгафтува родник» («Двенадцать ключей»; ООПТ).